# Mineralogisches Museum Würzburg
Das Mineralogische Museum ist Teil des Instituts für Geographie und Geologie der Julius-Maximilians-Universität Würzburg. Es befindet sich im Erdgeschoss des Geographie-Gebäudes auf dem Campus Hubland Süd.
Die Bestände wurden ursprünglich im Ende des 18. Jahrhunderts von Bonavita Blank (1740–1827) gestifteten Blank’schen Naturalienkabinett ausgestellt und durch Ankäufe und Überlassungen der Universität erweitert, unter anderem vom Kurator Ludwig Rumpf. Dank des besonderen Engagements des damaligen Vorstands des Mineralogischen Instituts Jakob Beckenkamp fand die Sammlung zunächst im Mineralogisch-Geologischen Institut am Pleicherwall eine neue, ansprechende Stätte. In der Nachkriegszeit war die Mineraliensammlung viele Jahre nicht öffentlich zugänglich. Im Neubau am Hubland machte Siegfried Matthes im Jahr 1978 das Mineralogische Museum wieder der Öffentlichkeit zugänglich. Es umfasst nun nach weiteren Ausbauten insgesamt fünf Räume mit knapp 20 Themenkreisen:
Die Erde als Teil des Sonnensystems – Meteoritensammlung – das Nördlinger Ries als Meteoriteneinschlag – Bau und Dynamik der Erde – Plattentektonik
Erdmantel und ozeanische Erdkruste – Einführung in die Mineralogie – Kristallografie – Petrologie – Geochemie – Erz- und Mineral-Lagerstätten von aktueller und vergangener weltwirtschaftlicher Bedeutung – Klassische Erzlagerstätten aus Mitteleuropa (Harz, Schwarzwald, Erzgebirge, Böhmen, Siebenbürgen), Regionale Mineral- und Gesteinssammlung (Franken, Spessart, Rhön, Edel- und Schmuckstein-Sammlung, mit zahlreichen Leihgaben aus Idar-Oberstein).
Weiterhin findet man Wechselvitrinen mit Neuerwerbungen oder speziellen Mineralgruppen.

## Typmaterial-Depot
Im „Typmineral-Katalog Deutschland“, das vom Mineralogischen Museum der Universität Hamburg betreut wird, ist das Mineralogische Museum Würzburg als Depot für das Typmaterial der drei anerkannten Mineralarten Crerarit (HT), Okruschit (CT) und Reichenbachit (HT) aufgeführt. Nach dem von der International Mineralogical Association (IMA) geführten Typmineralkatalog gehört zudem der Hentschelit (CT) zu den im Museum deponierten Typmineralen.